# Polypedilum tonnoiri
Polypedilum tonnoiri är en tvåvingeart som beskrevs av Freeman 1961. Polypedilum tonnoiri ingår i släktet Polypedilum och familjen fjädermyggor. Inga underarter finns listade i Catalogue of Life.